# Rue Mère-Teresa (Paris)
La rue Mère-Teresa  est une rue située dans le 17e arrondissement de Paris, en France.

## Situation et accès
La rue Mère-Teresa est une voie comportant une section piétonne commençant au 114 bis, rue de Saussure et se terminant au 7, rue Marie-Georges-Picquart et une section ouverte à la circulation automobile jusqu'à la place Françoise-Dorin, franchissant le faisceau ferroviaire de la gare Saint-Lazare par un pont.
La voie comporte des degrés montant, depuis la rue Marie-Georges-Picquart vers le pont traversant les voies ferrées de la gare Saint-Lazare. Elle franchit le faisceau de voies à hauteur de la gare de Pont-Cardinet, le pont prenant même appui sur les quais de la gare, néanmoins aucun accès n'a été prévu à la gare.

## Origine du nom
Elle porte le nom de mère Teresa (1910-1997), religieuse catholique albanaise, de nationalité indienne, missionnaire en Inde. Elle est surtout connue pour son action personnelle caritative et la fondation d'une congrégation religieuse, les Missionnaires de la Charité qui l'accompagnent et suivent son exemple. Mère Teresa est béatifiée le 19 octobre 2003, à Rome, par le pape Jean-Paul II. 

## Historique

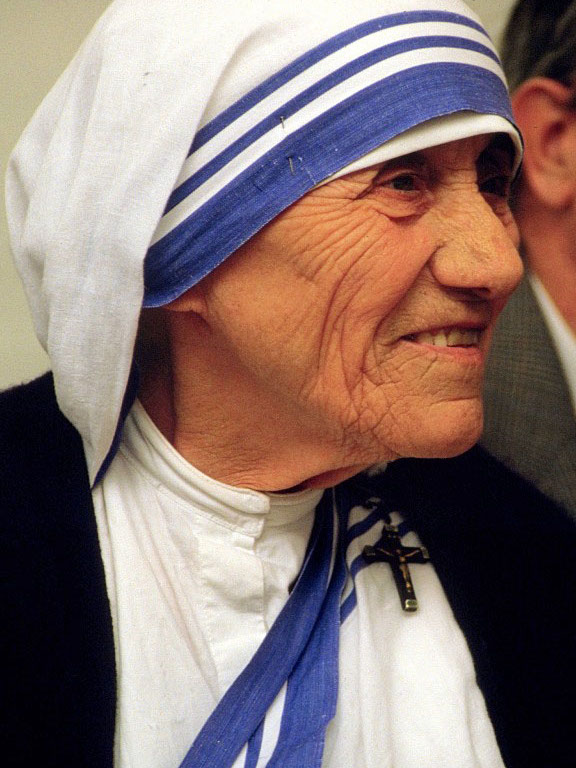
Mère Teresa.

La voie est créée dans le cadre de l'aménagement de la Zac Clichy-Batignolles, au sein du lotissement « Saussure Pont-Cardinet » sous le nom provisoire de « voie CE/17 » et prend sa dénomination actuelle par un arrêté municipal du 19 août 2004.
Cette voie a été nommée en même temps que la rue Marie-Georges-Picquart et la rue Severiano-de-Heredia.
Elle est prolongée en 2017 par la voie CG/17, située dans son prolongement, de la rue Georges-Picquart à la rue Mstislav-Rostropovitch et à la place Françoise-Dorin, et à une partie de la rue Georges-Picquart

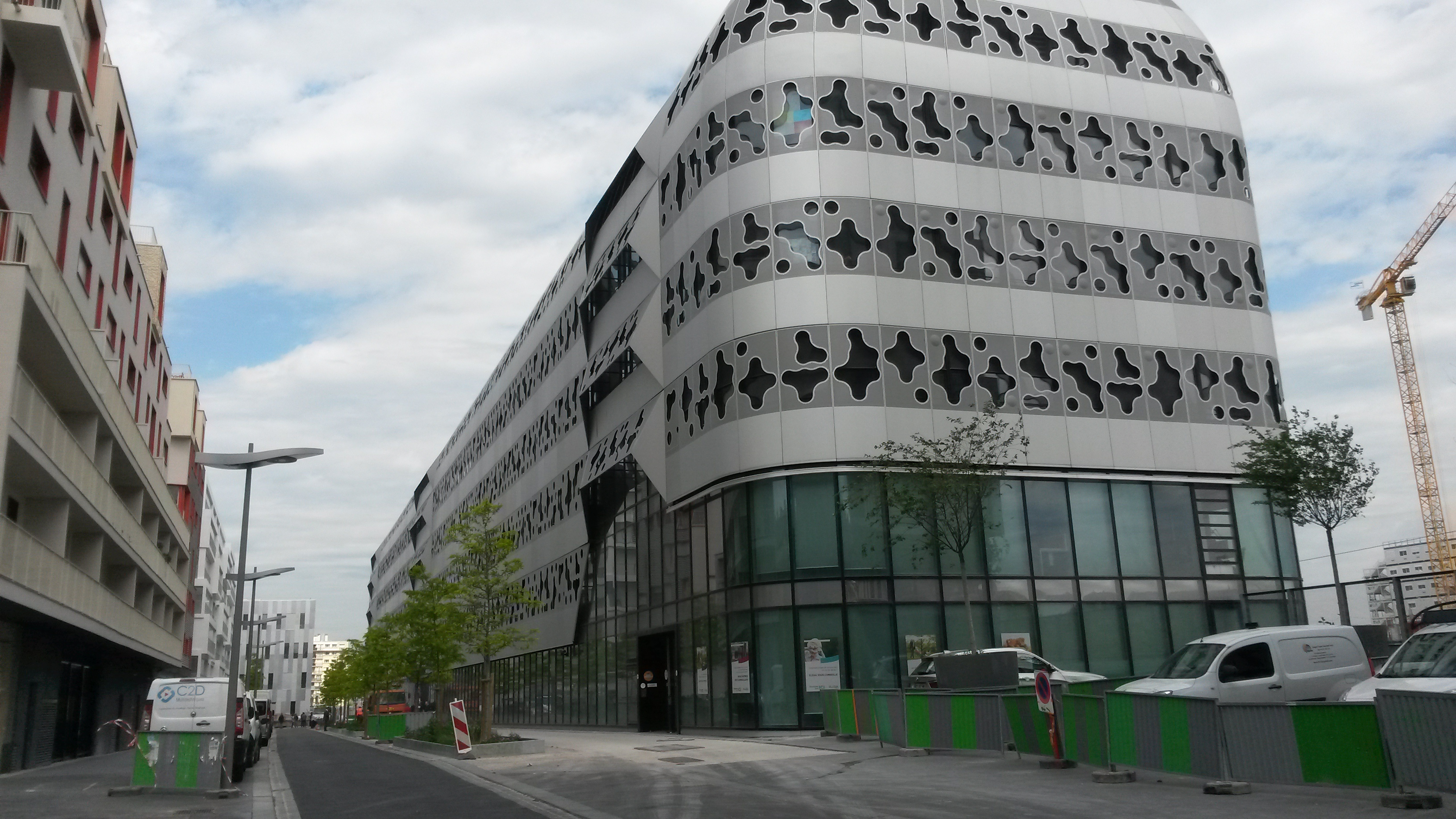
Rue Marie-George Picquart depuis le bas de la rue Mère-Teresa.
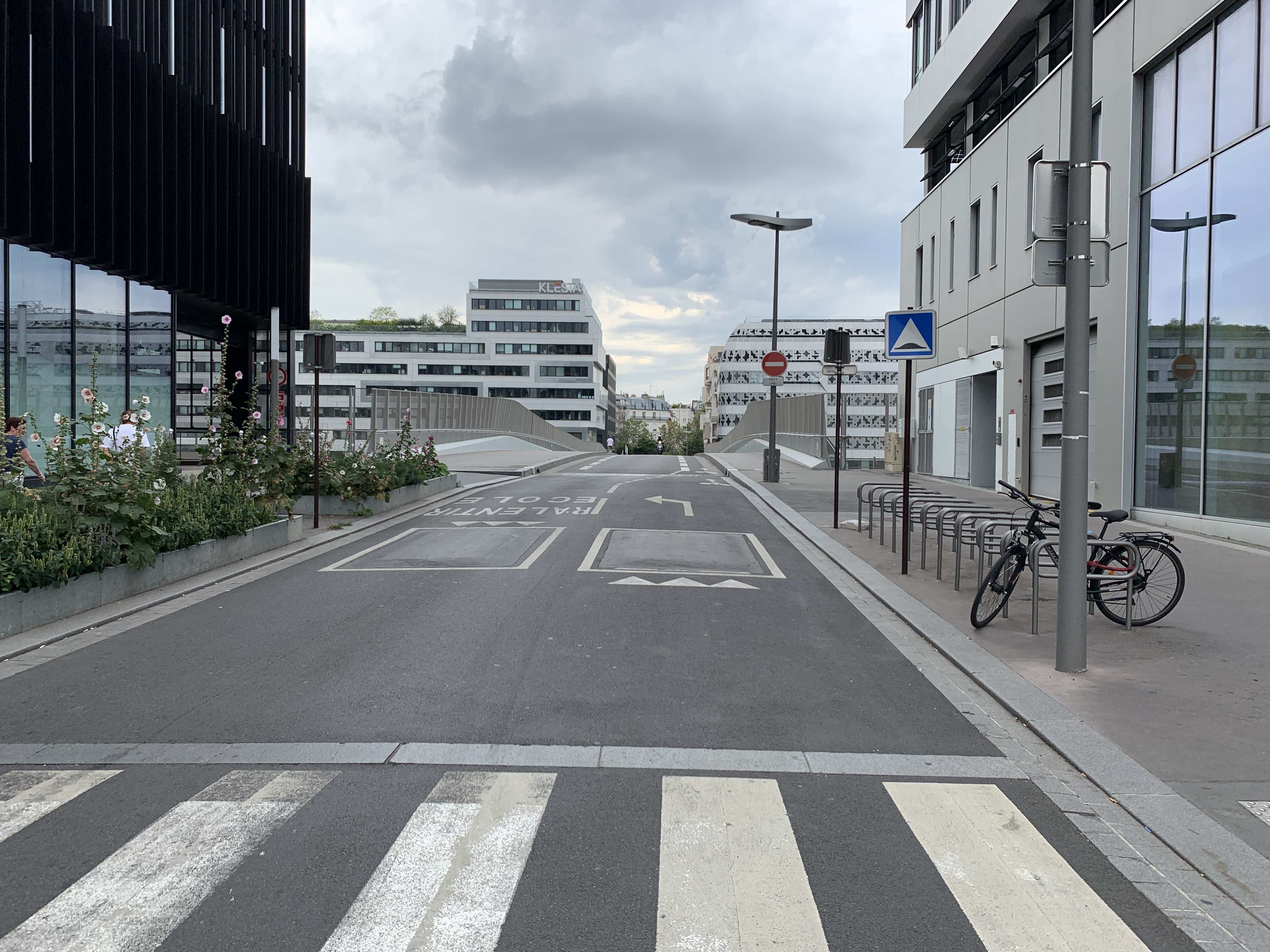
Pont de la rue Mère-Teresa au-dessus des lignes SNCF, vers la rue Mstislav-Rostropovitch.
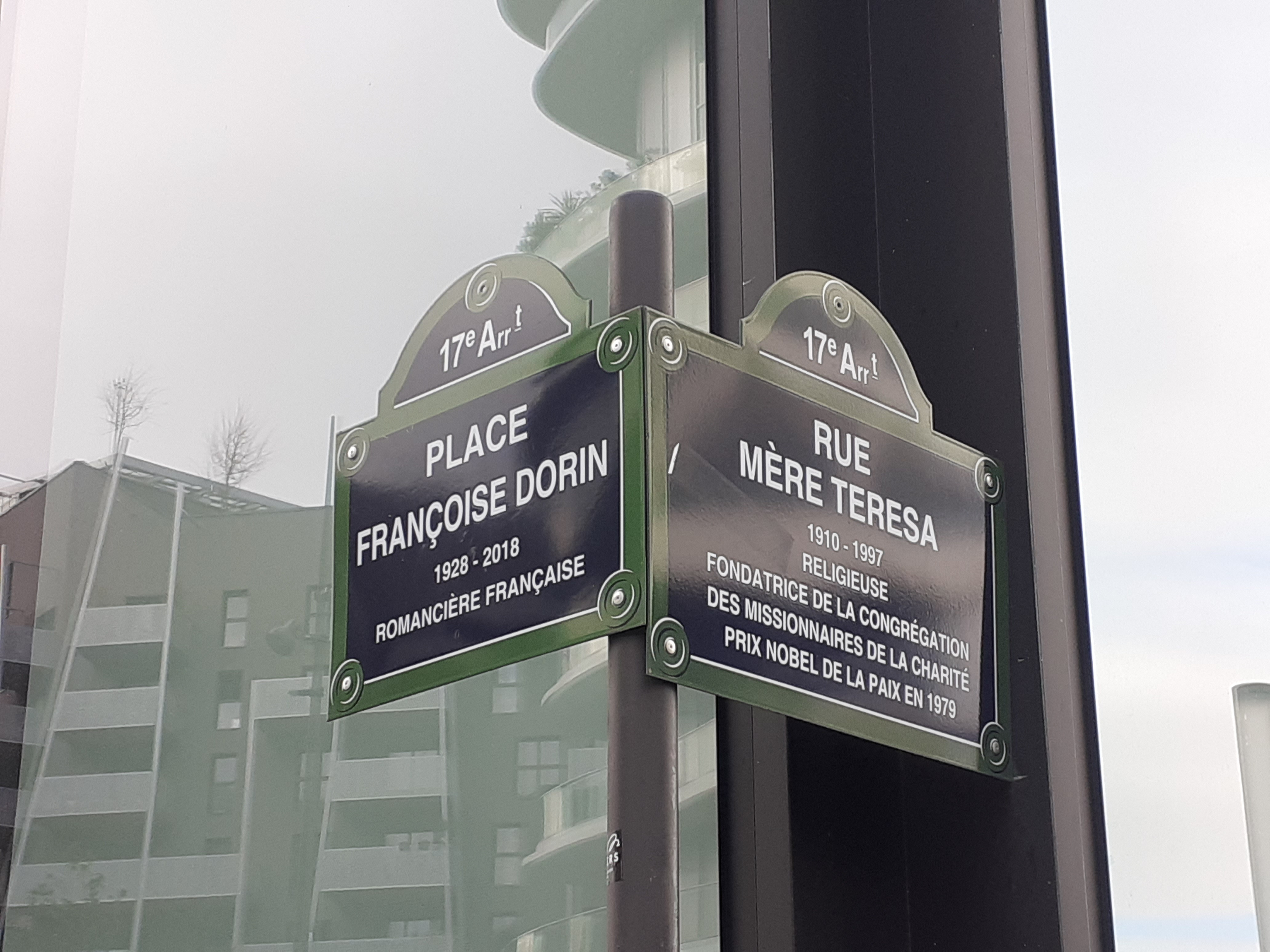
Section sud de la rue, vers la place Françoise-Dorin et le Parc Clichy-Batignolles - Martin-Luther-King.

## Pour approfondir